# Vicky Peña
María Victoria Peña Carulla (Barcelona, 11 de enero de 1954), más conocida como Vicky Peña, es una actriz española de teatro, cine, doblaje y televisión.

## Biografía
Hija de los actores Felipe Peña y Montserrat Carulla y nacida en Barcelona, se diplomó en enfermería, profesión que ejerció hasta que se decantó por la interpretación. Comenzó su carrera en 1974,  en el teatro.
Si bien su primera película fue Cambio de sexo, de Vicente Aranda, su popularidad creció gracias a la televisión y al escenario. En 1975 intervino en la serie La señora García se confiesa, con Adolfo Marsillach; un año después, participó en la obra Tirante el Blanco y en 1986 hizo su primer papel protagonista en A Electra le sienta bien el luto, basada en la obra de Eugene O'Neill.
En 1997 participó en la película Secretos del corazón, escrita y dirigida por Montxo Armendáriz, candidata al Oscar de Hollywood y ganadora de cuatro premios Goya, incluyendo una nominación para Peña como actriz de reparto. Volvió a estar nominada en la misma categoría con la película El cónsul de Sodoma (2009), de Sigfrid Monleón, en la que dio vida a Doña Luisa, la madre del polémico autor Jaime Gil de Biedma (interpretado por Jordi Mollà).
Encarnó en dos ocasiones a Carmen Polo de Franco; en cine en 1986 (Dragon Rapide) y en televisión en 2008 (20-N: los últimos días de Franco).
En teatro se ha prodigado en grandes papeles con obras y musicales como Sweeney Todd, La reina de belleza de Leenane, Homebody/Kabul, Después de mí, el diluvio –coprotagonizada por Jordi Dauder– y Un tranvía llamado Deseo.
Por su trabajo en teatro fue galardonada con el Premio Nacional de Teatro 2009. En el año 2009 fue encargada de realizar el pregón de las Fiestas de la Mercè, conjuntamente con su madre Montserrat Carulla, con un emotivo discurso en el cual ambas actrices rindieron homenaje el teatro catalán de posguerra.
En su carrera teatral destaca el musical, como el ya nombrado Sweeney Todd, y A Little Night Music (2000), dirigido por Mario Gas y coprotagonizado en su estreno por ella misma y Constantino Romero.
En 2005 fue nombrada vicepresidenta de la Associació d'Actors i Directors de Catalunya (AADC). También es vocal (en la categoría de Interpretación) de la Academia de las Artes y las Ciencias Cinematográficas de España.
Pareja del director teatral Mario Gas con el que tiene dos hijos, el músico Orestes y Miranda.

## Teatro
Lista incompleta
- El criat de dos amos (1974)
- Tirant lo Blanc (1976)
- En Garet a l'enramada (1976)
- Les noces de Figaro (1977)
- La història de l'ovella (Terra d'escudella "dramàtic infantil serie")(1979)
- Fedra (1981)
- L'òpera de tres rals (1984)
- Madre Coraje y sus hijos (1986)
- La balada de Calamity Jane (1987)
- Dancing! (1988)
- Les tres germanes (1990)
- L'hort dels cirerers (1991)
- El temps i els Conway (1992)
- Golfos de Roma (1993)
- Otelo (1994)
- La reina de belleza de Leenane (1998)
- Guys and Dolls (1998)
- A Little Night Music (2000)
- Madre Coraje y sus hijos (1986-2001)
- Edipo XXI (2002)
- Electra (2003)
- La Orestiada (2004)
- Els estiuejants (2006)
- Al llarg del Kurt (2006)
- Homebody/Kabul (2007)
- Al llarg de Kurt (2007)
- Sweeney Todd (1995-1997, reposición en 2008)
- Después de mí, el diluvio (2007-2010)
- Marburg (2010)
- Un tranvía llamado Deseo (2010-2011)
- Follies (2012)
- El diccionario (2012-2014)[5]
- Largo viaje del día hacia la noche (2014)
- Justícia(2020)[6]
- Pedro Páramo (2020)

## Filmografía parcial
- Cambio de sexo (1976) como Adela.
- La orgía (1978) como Helena.
- Dragon Rapide (1986) com Carmen Polo de Franco.
- Werther (1986) como Beatriz.
- La casa de Bernarda Alba (1987) como Martirio.
- Diario de invierno (1988) como Gloria.
- Luces y sombras (1988) como Mireia.
- El largo invierno (1992) como Camarera.
- Entre rojas (1995) como Madre Lucía.
- La buena vida (1996) como Madre.
- Secretos del corazón (1997) como Rosa.
- Makinavaja (serie de televisión) 2ª Temporada, capítulo n.º 13: El ma ayá, el ma acá y lo d'enmedio (1997), como Hada.
- Marquise (1997) como María Teresa de España.
- El pianista (1998) como Sra. Milhaud.
- Em dic Sara (1999) como Elvira.
- Morir (o no) (2000) como Madre.
- Sé quién eres (2000) como Sarah.
- El deseo de ser piel roja  (2002)
- Piedras (2002) como Maricarmen.
- Smoking Room (2002) como Marta.
- Noche de fiesta (2002)
- Las voces de la noche (2003) como Madre de Elisa.
- El principio de Arquímedes (2004) como Carmen.
- Joves (2004) como Concepció.
- Con mostaza sabe mejor (2005) como La Madre.
- Pactar con el gato (2006) como Consuelo.
- Sin límites (2008) como Tía de Magdalena.
- El cónsul de Sodoma (2009) como Doña Luisa.
- Catalunya über alles! (2011) como Madre del nuevo vecino.
- El perfecto desconocido (2011) como Francina.
- Un berenar a Ginebra (2013) Mercé Rodoreda.
- Seis hermanas (2015) como Rosalía Manzano.
- Libertad (2021) como Ángela.

## Premios
En 2024 recibió la Medalla de Oro al Mérito en las Bellas Artes 2023, concedida por el Gobierno de España. 

### Cine
Premios Goya
| Año  | Categoría                                | Película             | Resultado |
| ---- | ---------------------------------------- | -------------------- | --------- |
| 1997 | Mejor interpretación femenina de reparto | Secretos del corazón | Nominada  |
| 2009 | Mejor interpretación femenina de reparto | El cónsul de Sodoma  | Nominada  |

Premios Sant Jordi
| Año  | Categoría                           | Resultado |
| ---- | ----------------------------------- | --------- |
| 2020 | Premio a la trayectoria profesional | Ganadora  |

Festival de Cine de Estocolmo
| Año  | Categoría    | Película | Resultado |
| ---- | ------------ | -------- | --------- |
| 2002 | Mejor actriz | Piedras  | Ganadora  |

Premios Gaudí
| Año  | Categoría                                | Película              | Resultado |
| ---- | ---------------------------------------- | --------------------- | --------- |
| 2011 | Mejor interpretación femenina secundaria | Catalunya über alles! | Ganadora  |
| 2014 | Mejor interpretación femenina secundaria | Un berenar a Ginebra  | Nominada  |

Premios Butaca
| Año  | Categoría                     | Película | Resultado |
| ---- | ----------------------------- | -------- | --------- |
| 2002 | Mejor actriz catalana de cine | Piedras  | Ganadora  |

Otros
- 1988: Premios de la Semana de Cine Español de Murcia (Premio Francisco Rabal) por El placer de matar.
- 1989: Premis de l'Associació d'Actors i Directors de Catalunya por Luces y sombras.

### Teatro
Premios de la Unión de Actores
| Año  | Categoría                                   | Montaje                        | Resultado |
| ---- | ------------------------------------------- | ------------------------------ | --------- |
| 1997 | Mejor interpretación protagonista de teatro | Sweeney Todd                   | Ganadora  |
| 1999 | Mejor interpretación protagonista de teatro | La reina de bellesa de Leenane | Candidata |
| 2007 | Mejor actriz protagonista de teatro         | Homebody/Kabul                 | Ganadora  |

Fotogramas de Plata
| Año  | Categoría                  | Montaje                                       | Resultado |
| ---- | -------------------------- | --------------------------------------------- | --------- |
| 1995 | Mejor intérprete de teatro | Sweeney Todd                                  | Finalista |
| 1998 | Mejor actriz de teatro     | Guys and Dolls La reina de bellesa de Leenane | Candidata |
| 2000 | Mejor actriz de teatro     | A Little Night Music                          | Finalista |

Premios Butaca
| Año  | Categoría                      | Montaje          | Resultado |
| ---- | ------------------------------ | ---------------- | --------- |
| 1998 | Mejor actriz de teatro musical | Guys and Dolls   | Ganadora  |
| 2007 | Mejor actriz de teatro musical | Al llarg de Kurt | Ganadora  |
| 2009 | Mejor actriz de teatro musical | Sweeney Todd     | Ganadora  |

Premios Max de las Artes Escénicas
| Año  | Categoría                 | Montaje                        | Resultado |
| ---- | ------------------------- | ------------------------------ | --------- |
| 1997 | Mejor actriz protagonista | Sweeney Todd                   | Ganadora  |
| 1999 | Mejor actriz protagonista | La reina de belleza de Leenane | Ganadora  |
| 2007 | Mejor actriz protagonista | Homebody/Kabul                 | Ganadora  |
| 2008 | Mejor actriz protagonista | Après moi, le déluge           | Candidata |
| 2010 | Mejor actriz protagonista | Marburg                        | Ganadora  |
| 2011 | Mejor actriz protagonista | Un tranvía llamado Deseo       | Candidata |

Premios Mayte
| Año  | Categoría           | Montaje        | Resultado |
| ---- | ------------------- | -------------- | --------- |
| 2001 | Mejor labor teatral | Desconocido    | Candidata |
| 2008 | Mejor labor teatral | Homebody/Kabul | Candidata |
| 2009 | Mejor labor teatral | Sweeney Todd   | Ganadora  |

Otros
- 1986: Premio María Guerrero del Ayuntamiento de Madrid, por Madre Coraje y sus hijos.
- 1995: Premio Margarita Xirgu por Sweeney Todd.
- 1995: Premio de la Crítica de Barcelona por Sweeney Todd.
- 1995: Premis de l'Associació d'Actors i Directors de Catalunya por Sweeney Todd.
- 1995: Premio María Vila por Sweeney Todd.
- 2008: Premio Gran Vía de Teatro Musical por Sweeney Todd.
- 2010: Premio Mayte de Cantabria por Homebody/Kabul.
- 2013: Premio Ceres del Festival de Teatro Clásico de Mérida por El diccionario.
- 2014: Premios Ercilla de Teatro 2013 por El diccionario.